# 金武ダム
金武ダム（きんダム）は、沖縄県金武町にあるダム。
ダム湖の上を沖縄自動車道が横切っている。

## 概要
沖縄東部河川総合開発事業の一環として、米国陸軍工兵隊が1961年（昭和36年）に建設した利水専用の金武ダムを再開発し、洪水調節、流水の正常な機能の維持、水道用水及びかんがい用水の供給を目的に億首川の河口から約3km上流地点に建設された。
建設コストの削減や環境負荷の低減を図るため、世界初の台形CSGダムとして着工。建設時の名称は億首ダム（おくくびダム）であったが、地元からの要望で供用開始する2014年（平成26年）4月に金武ダムへ名称変更された。